# Constitution du Mexique
La Constitution du Mexique est l'une des sources primaires du droit mexicain. La première version fut écrite en 1824 par le souverain congrès constitutif mexicain réuni à Mexico, et la base de la doctrine fut inspirée de la Constitution des États-Unis d'Amérique. Elle fut réformée à plusieurs reprises : 1843 et enfin a sa forme actuelle depuis 1917.

## Historique
| Nom                                                                                                 | Promulgation                       | Type de régime                   | Institution démocratique               | Notes                                        |
| --------------------------------------------------------------------------------------------------- | ---------------------------------- | -------------------------------- | -------------------------------------- | -------------------------------------------- |
| Décret constitutionnel pour la liberté de l'Amérique mexicaine                                      | 22 octobre 1814                    | Guerre d'indépendance du Mexique | Congrès d'Anahuac                      | Cette constitution n'a jamais été en vigueur |
| Règlement provisoire politique de l'empire mexicain                                                 | 18 décembre 1822                   | Monarchie constitutionnelle      | Assemblée nationale instituant         |                                              |
| Constitution fédérale des États-Unis mexicains de 1824 Aussi appelée Constitution de 1824           | 4 octobre 1824                     | République fédérale              | Souverain congrès constitutif mexicain |                                              |
| Sept Lois Constitutionnelles Aussi appelée Constitution de 1836                                     | 23 octobre 1835 (29 décembre 1836) | République centrale              | Congrès du Mexique                     |                                              |
| Les bases de l'organisation politique de la république mexicaine Aussi appelée Constitution de 1843 | 12 juin 1843                       | République centrale              | Assemblée nationale législative        |                                              |
| Constitution politique de la République mexicaine de 1857 Aussi appelée Constitution de 1857        | 12 février 1857                    | République fédérale              | Congrès extraordinaire constitutif     |                                              |
| Statut provisoire de l'Empire mexicain Aussi appelée Constitution de 1865                           | 10 avril 1865                      | Monarchie constitutionnelle      | Assemblée supérieure de gouvernement   |                                              |
| Constitution politique des États-Unis mexicains Aussi appelée Constitution de 1917                  | 5 février 1917                     | République fédérale              | Congrès constitutif                    |                                              |

## Démocratie directe
L'article 35 de la constitution permet à la population mexicaine de mettre en œuvre un référendum d'origine populaire, dit Consultation populaire. Ces dernières peuvent avoir un caractère législatif afin de voter sur une proposition de loi, ou bien abrogatif afin au contraire d'en abroger une existante, et ce dans plusieurs domaines relevant des attributions et des compétences du Congrès de l'Union. La Loi fédérale sur les consultations populaires de 2014 en organise la mise en place.